# Lista piloților din timpul Primului Război Mondial creditați cu mai mult de 20 de victorii

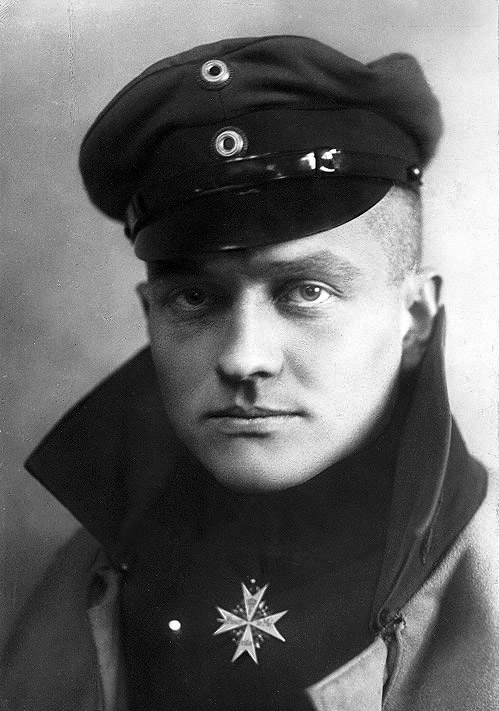
Manfred von Richthofen, pilotul militar cu cele mai multe victorii oficiale din Primul Război Mondial, purtând decorația Pour le Mérite, cea mai înaltă distincție militară a Prusiei

Lista piloților din timpul Primului Război Mondial creditați cu mai mult de 20 de victorii prezintă în ordine descrescătoare piloții militari care au doborât peste 20 (inclusiv) de avioane inamice în decursul Primului Război Mondial. Termenul de „victorie” se referă la doborârea unui avion inamic prin combat aerian, iar pilotul cu mai mult de 5 victorii este denumit în unele țări „as” (engleză ace), termen utilizat prima dată în timpul Primului Război Mondial de un ziar francez, care îl descria pe Adolphe Pégoud drept l'as după doborârea a cinci avioane germane. La începutul Primului Război Mondial nu fusese încă inventat modelul de combat aerian, iar avioanele erau folosite exclusiv pentru recunoaștere aeriană și culegere de informații. Odată cu lupta aeriană care ducea la doborârea altui avion, a fost dezvoltat și sistemul de contabilizare a „victoriilor aeriene”.
Cuantificarea este oficială, dar controversată în ce privește susținerea sa de surse și a modul diferit de definire a unei victorii aeriene de către națiunile participante la război. În anii de început ai aviației militare, diferitele servicii aeriene au dezvoltat metode diverse de atribuire a creditului pentru victoriile aeriene. Niciunul din aceste sisteme de cuantificare nu este imbatabil și toate au fost subiectul modificărilor. Chiar și numărul oficial de victorii reale necesare pentru a califica un pilot drept „as” variază.
Germanii nu au utilizat termenul „as”, ci s-au referit la piloții lor cu minim 10 victorii aeriene prin termenul Überkanone (tun uriaș), inițial dând crezare pilotului pentru fiecare doborâre a unui avion inamic, iar apoi doar după identificarea vizuală a rămășițelor epavei inamice și a ocupantului sau ocupanților săi. Sistemul francez al Armee de l'Air înregistra de asemenea în funcție de avioanele distruse dar acorda credit total fiecărui pilot sau tunar participant la victoria aeriană, ceea ce putea însemna uneori creditarea mai multor piloți pentru doborârea aceluiași avion. Majoritatea celorlalte națiuni (inclusiv Statele Unite) au adoptat sistemul francez. Aviația brtanică a luptat adesea deasupra teritoriului german, astfel că nu a putut fi urmată practica germană de identificare vizuală a rămășițelor avioanelor doborâte sau a ocupanților acestora. Luptele aeriene timpurii forțau adesea retragerea  sau aterizarea de urgență a oponentului în teritoriul propriu. Prin urmare, practica britanică era de a acorda credit luptelor aeriene a căror descriere era întărită ca fiind „decisivă” de către ofițerul comandant al escadrilei combatante; aici se puteau include și avioanele germane forțate să aterizeze de urgență sau văzute ultima dată ca „scăpate de sub control”, dar a căror prăbușire fusese verificată. Sistemul rusesc contabilizează uneori victoriile fără ca acestea să fie reflectate prin distrugerea inamicului. Termenul de „as” nu a fost niciodată utilizat de britanici.
În timp ce statutul de „as/pilot de elită/überkanone” era câștigat în special de piloții avioanelor de vânătoare, bombardierelor sau echipajelor de recunoaștere, uneori și observatorii sau mitraliorii avioanelor cu două locuri precum Bristol F.2b doborau avioane inamice. Dacă un avion cu un echipaj de doi reușea o victorie aeriană, ambii erau creditați cu victoria și, pentru că de obicei piloții făceau echipe cu diferiți observatori/mitraliori, un observator putea fi un as în vreme ce pilotul său nu.

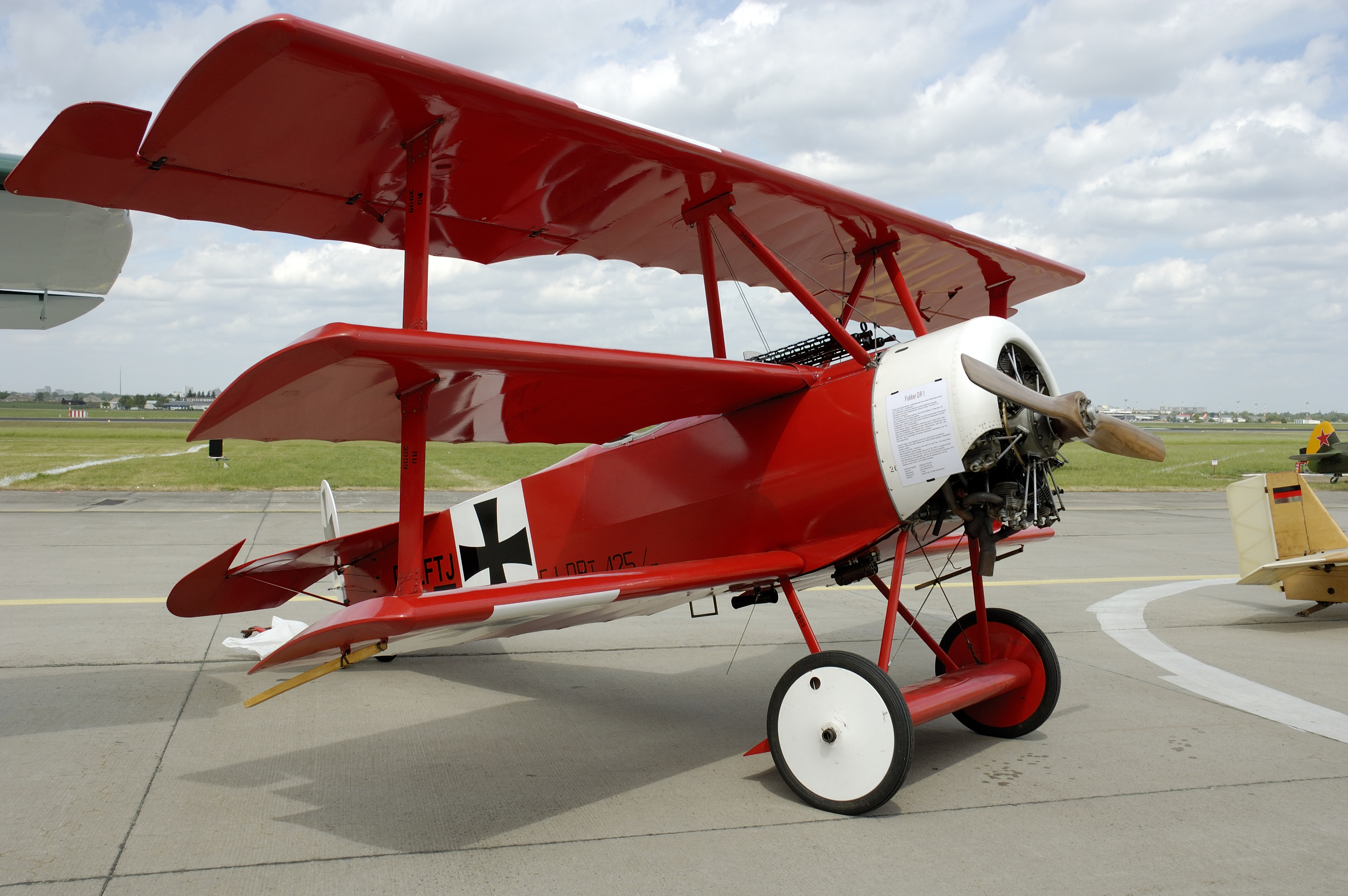
Replică a triplanului roşu Fokker Dr.I utilizat de Manfred von Richthofen

## Legendă

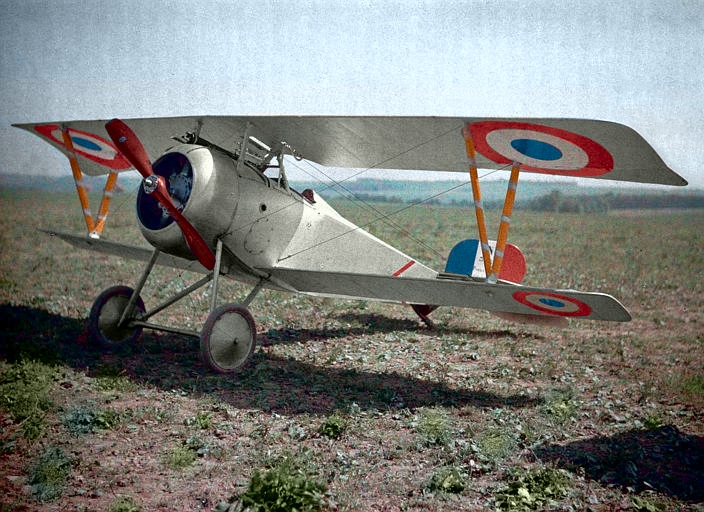
Nieuport 17, biplan francez de vânătoare din Primul Război Mondial

### Abrevieri
Celula cu semnul † colorată în        indică faptul că pilotul a fost ucis în acțiune, a dispărut în timpul misiunii, a murit din cauza rănilor sau într-un  accident aviatic din timpul Primului Război Mondial.

### Distincții
Distincția* (numele distincției urmat de un asterisc), distincția** și distincția*** indică faptul că a fost adăugată o baretă, respectiv două sau trei barete la panglica distincției, baretele indicând oficial că deținătorul îndeplinește criteriile unei a doua, respectiv a treia și a patra distincții de același tip.

#### Abrevieri pentru distincțiile Aliate
|  | Distincție | Titulatură                                                    | Note |
|  | ---------- | ------------------------------------------------------------- | --- |
|  | AFC        | Crucea Forțelor Aeriene                                       | Acordată pentru acte de bravură în timpul operațiunilor non-active ofițerilor armatei inclusiv ai Royal Air Force                                                                       |
|  | CBE        | Ordinul Imperiului Britanic                                   | Ordin cavaleresc creat de George V al Regatului Unit |
|  | CdeG       | Crucea de Război (Franța)                                     | Decorație franceză conferită frecvent și forțelor militare străine aliate Franței |
|  | BCdeG      | Crucea de Război (Belgia)                                     | Decorație militară belgiană conferită frecvent și forțelor militare străine aliate Belgiei                                                                                              |
|  | CdeLd'H    | Crucea Legiunii de Onoare                                     | Decorație franceză conferită pentru merite civile sau militare deosebite, sub autoritate oficială                                                                                       |
|  | CG         | Crucea de Război (Italia)                                     | Decorație militară italiană |
|  | DCM        | Medalia pentru Conduită Remarcabilă                           | Decorație militară de nivel secund conferită altor ranguri ale Armatei Britanice |
|  | DFC        | Crucea pentru Distincție în Zbor (Marea Britanie)             | Acordată ofițerilor mandatați sau tehnicieni ai Royal Air Force "în semn de recunoaștere pentru acte de bravură exemplare în timpul operațiunilor active aeriene împotriva inamicului"  |
|  | DFC(US)    | Crucea pentru Distincție în Zbor (Statele Unite ale Americii) | Conferită oricărui ofițer sau membru înrolat în forțele Statelor Unite și care "s-a distins prin eroism sau realizări extraordinare în timpul participării la misiuni aeriene"          |
|  | DFM        | Medalia pentru Distincție în Zbor                             | Conferită cadrelor militare britanice fără însărcinare militară, "în semn de recunoaștere pentru acte de bravură exemplare în timpul operațiunilor active aeriene împotriva inamicului" |
|  | DSC        | Crucea pentru Distincție în Serviciu                          | Conferit "în semn de recunoaștere pentru acte de bravură exemplare în timpul operațiunilor active impotriva inamicilor pe mare"                                                         |
|  | DSO        | Ordinul pentru Distincție în Serviciu                         | Conferit pentru merite sau serviciu deosebit ofițerilor din forțele armate pe timpul războului, în mod specific pentru lupta efectivă"                                                  |
|  | DSM        | Medalia pentru Distincție în Serviciu (Marea Britanie)        | Conferită altor ranguri decât cele de însărcinat militar; echivalent Distinguished Service Cross                                                                                        |
|  | DSM(US)    | Medalia pentru Distincție în Serviciu (Statele Unite)         | Conferită pentru "merite excepționale în serviciul guvernului Statelor Unite" |
|  | MC         | Crucea Militară                                               | Conferită "tuturor rangurilor din RN, RM, Armata terestră și RAF în semn de recunoaștere pentru acte de bravură exemplare în timpul operațiunilor active împotriva inamicilor la sol"   |
|  | MOH        | Medalia de Onoare                                             | Cea mai înaltă decorație militară conferită de guvernul Statelor Unite |
|  | MiD        | Menționat în Raport                                           | Conferită pentru bravură sau alte servicii lăudabile confirmate de raportul superiorilor                                                                                                |
|  | MM         | Medalia Militară                                              | Echivalentă Crucii Militare |
|  | MM(Fr)     | Medalia Militară (Republica Franceză)                         | Decorație a Republicii Franceze |
|  | MMV        | Medalia Curajului Militar                                     | Distincție italiană |
|  | OB         | Ordinul Îmbăierii                                             | Ordin britanic de cavalerie de nivelul patru |
|  | OC         | Ordinul Coroanei (Belgia)                                     | Decorație națională a Belgiei |
|  | OLII       | Ordinul Leopold II                                            | Conferit pentru merite deosebite la suveranitatea Belgiei |
|  | OR         | Ordinul Mântuitorului                                         | Conferit celor care au apărat interesele Greciei în vremuri de război |
|  | OSA        | Ordinul Sfânta Anna                                           | Ordin cavaleresc din regiunea Holstein apoi al Rusiei |
|  | OSG        | Ordinul Sfântului Gheorghe                                    | Conferit exclusiv ofițerilor și generalilor pentru vitejia și capacitățile înalte dovedite în înfruntarea inamicilor externi (Rusia)                                                    |
|  | OSR        | Ordinul național Steaua României                              | Cea mai înaltă distincție oferită de statul român |
|  | OSS        | Ordinul Sfântului Stanisław                                   | Ordin rusesc pentru distingerea în cariera civilă sau în serviciul militar |
|  | OSV        | Ordinul Sfântului Vladimir                                    | Ordin al Imperiului Rus |
|  | OWE        | Ordinul Vulturului Alb                                        | Conferit în semn de recunoaștere a serviciilor semnificative, atât civile cît și militare, în interesul Poloniei                                                                        |
|  | Cr St Geo  | Crucea Sfântului Gheorghe                                     | Acordată ofițerilor fără însărcinare militară, soldaților și marinarilor pentru acte extreme de bravură în înfruntarea inamicului (Rusia)                                               |
|  | VC         | Crucea Victoria                                               | Cea mai înaltă decorație militară britanică, conferită pentru curajul în înfruntarea inamicului                                                                                         |

#### Abrevieri pentru distincțiile Puterilor Centrale
|  | Distincție | Titulatură                                | Note |
|  | ---------- | ----------------------------------------- | --- |
|  | HOH        | Ordinul Casei de Hohenzollern             | Ordin cavaleresc al Casei de Hohenzollern                                                                                         |
|  | IC         | Crucea de Fier                            | Decorație militară a Regatului Prusiei și apoi a Germaniei, din timpul regelui prusac Frederik Wilhelm III                        |
|  | MMC(AH)    | Crucea de Merit Militar (Austro-Ungaria)  | Decorație militară a Imperiului Austro-Ungar                                                                                      |
|  | MMC(P)     | Crucea de Merit Militar (Prusia)          | Cea mai înaltă distincție pentru bravură conferită de Regatul Prusiei ofițerilor fără însărcinare militară și soldaților înrolați |
|  | MMM        | Medalia de Merit Militar (Austro-Ungaria) | Decorație militară a Imperiului Austro-Ungar                                                                                      |
|  | MFB        | Medalia pentru Bravură                    | Decorație militară a Imperiului Austro-Ungar                                                                                      |
|  | MOMJ       | Ordinul Militar Max Joseph                | Cel mai înalt ordin militar al Regatului Bavariei                                                                                 |
|  | MOSH       | Ordinul Militar St. Henry                 | Ordin militar al Regatului Saxoniei                                                                                               |
|  | OIC        | Ordinul Coroanei de Fier                  | Ordin al Imperiului Austriac |
|  | OL         | Ordinul Leopold                           | Ordin austriac creat pentru a recompensa curajul în fața inamicului                                                               |
|  | PLM        | Pentru Merit                              | Cel mai înalt ordin al Regatului Prusiei până la sfârșitul Primului Război Mondial                                                |
|  | WB         | Wound Badge                               | Conferită soldaților răniți în misiune ai Armatei Imperiului German                                                               |

## Piloții militari
| Nume                                         | Țară           | Serviciul aerian                                                  | Victorii | Note                                            |
| -------------------------------------------- | -------------- | ----------------------------------------------------------------- | -------- | ----------------------------------------------- |
| Manfred von Richthofen †                     | Germania       | Luftstreitkräfte                                                  | 80       | Baronul Roșu PLM plus alte 22 de distincții     |
| René Fonck                                   | Franța         | Aéronautique Militaire                                            | 75       | CdeLd'h, MM(Fr), CdeG, BCdeG, MC, MM            |
| Edward Mannock †                             | Marea Britanie | Royal Flying Corps, Royal Air Force                               | 73[A]    | VC, DSO**, MC*                                  |
| Billy Bishop                                 | Canada         | Royal Flying Corps, Royal Air Force                               | 72[B]    | VC, DSO, MC, DFC, CdeLd'h, CdeG                 |
| Ernst Udet                                   | Germania       | Luftstreitkräfte                                                  | 62       | PLM, HOH, IC                                    |
| Raymond Collishaw                            | Canada         | Royal Naval Air Service, Royal Air Force                          | 60       | DSO*, DSC, DFC, OSA, CdeG                       |
| James McCudden †                             | Marea Britanie | Royal Flying Corps, Royal Air Force                               | 57       | VC, DSO*, MC*, MM, CdeG                         |
| Andrew Beauchamp-Proctor                     | Africa de Sud  | Royal Flying Corps, Royal Air Force                               | 54       | VC, DSO, MC*, DFC                               |
| Erich Loewenhardt †                          | Germania       | Luftstreitkräfte                                                  | 54       | PLM, IC                                         |
| Donald MacLaren                              | Canada         | Royal Flying Corps, Royal Air Force                               | 54       | DSO, MC*, CdeLd'h, CdeG                         |
| Georges Guynemer †                           | Franța         | Aéronautique Militaire                                            | 53       | CdeLd'h, MM(Fr), CdeG, DSO, OLII                |
| William George Barker                        | Canada         | Royal Flying Corps, Royal Air Force                               | 50       | VC, DSO*, MC**, MMV*(Argint), CdeG              |
| Josef Jacobs                                 | Germania       | Luftstreitkräfte                                                  | 48       | PLM, IC                                         |
| Werner Voss †                                | Germania       | Luftstreitkräfte                                                  | 48       | PLM, HOH, IC                                    |
| Robert A. Little †                           | Australia      | Royal Naval Air Service, Royal Air Force                          | 47       | DSO*, DSC*, CdeG                                |
| George McElroy †                             | Marea Britanie | Royal Flying Corps, Royal Air Force                               | 47       | MC**, DFC*                                      |
| Fritz Rumey †                                | Germania       | Luftstreitkräfte                                                  | 45       | PLM, IC                                         |
| Albert Ball †                                | Marea Britanie | Royal Flying Corps                                                | 44       | VC, DSO**, MC, OSG                              |
| Rudolph Berthold                             | Germania       | Luftstreitkräfte                                                  | 44       | PLM, MOSH, IC                                   |
| Bruno Loerzer                                | Germania       | Luftstreitkräfte                                                  | 44       | PLM, HOH, IC                                    |
| Paul Bäumer                                  | Germania       | Luftstreitkräfte                                                  | 43       | PLM, MMC(P), IC, WB                             |
| Tom F. Hazell                                | Marea Britanie | Royal Flying Corps, Royal Air Force                               | 43       | DSO, MC, DFC*                                   |
| Charles Nungesser                            | Franța         | Aéronautique Militaire                                            | 43       | CdeLd'h, MM(Fr), CdeG, DSC, MC, BCdeG           |
| Georges Madon                                | Franța         | Aéronautique Militaire                                            | 41       | CdeLd'h, MM(Fr), CdeG                           |
| Oswald Boelcke †                             | Germania       | Luftstreitkräfte                                                  | 40       | PLM, IC                                         |
| Franz Büchner                                | Germania       | Luftstreitkräfte                                                  | 40       | PLM, MOSH, HOH, IC                              |
| Philip F. Fullard                            | Marea Britanie | Royal Flying Corps, Royal Air Force                               | 40       | DSO, MC*, AFC                                   |
| Lothar von Richthofen                        | Germania       | Luftstreitkräfte                                                  | 40       | PLM, HOH, IC                                    |
| Roderic Dallas †                             | Australia      | Royal Naval Air Service, Royal Air Force                          | 39[C]    | DSO, DSC*                                       |
| Charles George Gass                          | Marea Britanie | Royal Flying Corps, Royal Air Force                               | 39       | MC                                              |
| John Inglis Gilmour                          | Marea Britanie | Royal Flying Corps, Royal Air Force                               | 39       | DSO, MC                                         |
| Heinrich Gontermann †                        | Germania       | Luftstreitkräfte                                                  | 39       | PLM, HOH, MOMJ, IC                              |
| William Lancelot Jordan                      | Africa de Sud  | Royal Naval Air Service, Royal Air Force                          | 39       | DSC*, DFC                                       |
| Karl Menckhoff                               | Germania       | Luftstreitkräfte                                                  | 39       | PLM, HOH, IC                                    |
| Alfred Atkey                                 | Canada         | Royal Flying Corps, Royal Air Force                               | 38       | MC*                                             |
| William Gordon Claxton                       | Canada         | Royal Flying Corps, Royal Air Force                               | 37       | DSO, DFC*                                       |
| Willy Coppens                                | Belgia         | Aviation Militaire Belge                                          | 37       | OL, OWE, OC, CdeG, BCdeG, CdeLd'H, DSO, MC      |
| James Ira Thomas Jones                       | Marea Britanie | Royal Flying Corps, Royal Air Force                               | 37       | DSO*, MC, DFC*                                  |
| Karl Bolle                                   | Germania       | Luftstreitkräfte                                                  | 36       | PLM, HOH, IC                                    |
| Julius Buckler                               | Germania       | Luftstreitkräfte                                                  | 36       | PLM, MMC(P), IC, unica WB de Aur                |
| Joseph Stewart Temple Fall                   | Canada         | Royal Naval Air Service, Royal Air Force                          | 36       | DFC**, AFC                                      |
| Max Ritter von Müller †                      | Germania       | Luftstreitkräfte                                                  | 36       | PLM, MOMJ, IC                                   |
| Maurice Boyau †                              | Franța         | Aéronautique Militaire                                            | 35       | CdeLd'h, MM(Fr), CdeG                           |
| Godwin Brumowski                             | Austro-Ungaria | Luftfahrtruppen                                                   | 35       | OIC, OL, MFB, MMM, IC                           |
| Gustav Dörr                                  | Germania       | Luftstreitkräfte                                                  | 35       | MMC(P), IC                                      |
| Otto Könnecke                                | Germania       | Luftstreitkräfte                                                  | 35       | PLM, MMC(P), HOH, IC                            |
| Frederick McCall                             | Canada         | Royal Flying Corps, Royal Air Force                               | 35       | DSO, MC*, DFC                                   |
| Eduard Ritter von Schleich                   | Germania       | Luftstreitkräfte                                                  | 35       | PLM, IC, MOMJ                                   |
| Emil Thuy                                    | Germania       | Luftstreitkräfte                                                  | 35       | PLM, HOH, IC                                    |
| Josef Veltjens                               | Germania       | Luftstreitkräfte                                                  | 35       | PLM, HOH, IC                                    |
| Henry Winslow Woollett                       | Marea Britanie | Royal Flying Corps, Royal Air Force                               | 35       | DSO, MC*, CdeLd'h                               |
| Francesco Baracca †                          | Italia         | Corpo Aeronautico Militare                                        | 34       | MMV(Aur), MMV**(Argint), MC, CdeG, OC           |
| Michel Coiffard †                            | Franța         | Aéronautique Militaire                                            | 34       | CdeLd'h, MM(Fr), MC                             |
| Heinrich Bongartz                            | Germania       | Luftstreitkräfte                                                  | 33       | PLM, HOH, IC                                    |
| Heinrich Kroll                               | Germania       | Luftstreitkräfte                                                  | 33       | PLM, HOH, IC                                    |
| Frank Granger Quigley †                      | Canada         | Royal Flying Corps, Royal Air Force                               | 33       | DSO, MC*                                        |
| Kurt Wolff †                                 | Germania       | Luftstreitkräfte                                                  | 33       | PLM, HOH, IC                                    |
| Julius Arigi                                 | Austro-Ungaria | Luftfahrtruppen                                                   | 32       | MFB (1 Aur și 4 Argint)                         |
| Geoffrey Hilton Bowman                       | Marea Britanie | Royal Flying Corps, Royal Air Force                               | 32       | DSO, MC*, DFC                                   |
| Hermann Frommherz                            | Germania       | Luftstreitkräfte                                                  | 32       | MOSH, IC                                        |
| Samuel Kinkead                               | Africa de Sud  | Royal Naval Air Service, Royal Air Force                          | 32       | DSO, DSC*, DFC*                                 |
| Theodor Osterkamp                            | Germania       | Marinefliegerkorps                                                | 32       | PLM, IC                                         |
| Paul Billik                                  | Germania       | Luftstreitkräfte                                                  | 31       | IC                                              |
| Andrew Edward McKeever                       | Canada         | Royal Flying Corps, Royal Air Force, Canadian Air Force           | 31       | DSO, MC*, DFC                                   |
| Gotthard Sachsenberg                         | Germania       | Marinefliegerkorps                                                | 31       | PLM, HOH, IC                                    |
| Karl Allmenröder †                           | Germania       | Luftstreitkräfte                                                  | 30       | PLM, HOH, IC                                    |
| Harald Auffarth                              | Germania       | Luftstreitkräfte                                                  | 30[D]    | HOH, IC, WB                                     |
| Carl Degelow                                 | Germania       | Luftstreitkräfte                                                  | 30       | PLM, HOH, IC                                    |
| Josef Mai                                    | Germania       | Luftstreitkräfte                                                  | 30       | IC                                              |
| Ulrich Neckel                                | Germania       | Luftstreitkräfte                                                  | 30       | PLM, IC                                         |
| Karl Emil Schäfer †                          | Germania       | Luftstreitkräfte                                                  | 30       | PLM, HOH, IC                                    |
| Samuel Frederick Henry Thompson †            | Marea Britanie | Royal Flying Corps, Royal Air Force                               | 30       | MC, DFC                                         |
| Charles Dawson Booker †                      | Marea Britanie | Royal Naval Air Service, Royal Air Force                          | 29       | DSC, CdeG                                       |
| Percy Jack Clayson                           | Marea Britanie | Royal Flying Corps, Royal Air Force                               | 29       | MC, DFC                                         |
| Arthur Henry Cobby                           | Australia      | Australian Flying Corps                                           | 29       | DSO, DFC**                                      |
| Leonard Henry Rochford                       | Marea Britanie | Royal Naval Air Service, Royal Air Force                          | 29       | DSC*, DFC*                                      |
| Walter Blume                                 | Germania       | Luftstreitkräfte                                                  | 28       | PLM, IC                                         |
| Léon Bourjade                                | Franța         | Aéronautique Militaire                                            | 28       | CdeLd'h, CdeG                                   |
| Walter von Bülow-Bothkamp †                  | Germania       | Luftstreitkräfte                                                  | 28       | PLM, MOSH, IC                                   |
| Albert Desbrisay Carter †                    | Canada         | Royal Flying Corps, Royal Air Force                               | 28       | DSO*, CdeG                                      |
| Benno Fiala Ritter von Fernbrugg             | Austro-Ungaria | Luftfahrtruppen                                                   | 28       | OIC, OL, MMC(AH), MMM, MFB, IC                  |
| Robert Ritter von Greim                      | Germania       | Luftstreitkräfte                                                  | 28       | PLM, IC, MOMJ                                   |
| John Everard Gurdon                          | Marea Britanie | Royal Flying Corps, Royal Air Force                               | 28       | DFC                                             |
| Reginald Hoidge                              | Canada         | Royal Flying Corps, Royal Air Force                               | 28       | MC*                                             |
| Dennis Latimer                               | Marea Britanie | Royal Flying Corps, Royal Air Force                               | 28       | MC, DFC                                         |
| Arthur Laumann                               | Germania       | Luftstreitkräfte                                                  | 28       | PLM, HOH, IC                                    |
| Friedrich Ritter von Röth                    | Germania       | Luftstreitkräfte                                                  | 28       | PLM, HOH, IC, MOMJ                              |
| Fritz Otto Bernert                           | Germania       | Luftstreitkräfte                                                  | 27       | PLM, IC                                         |
| Otto Fruhner                                 | Germania       | Luftstreitkräfte                                                  | 27       | MMC(P), IC                                      |
| Hans Kirschstein †                           | Germania       | Luftstreitkräfte                                                  | 27       | PLM, HOH, IC                                    |
| Frank Linke-Crawford †                       | Austro-Ungaria | Luftfahrtruppen                                                   | 27       | OIC                                             |
| Clifford McEwen                              | Canada         | Royal Flying Corps, Royal Air Force                               | 27       | MC, DFC*, MMV                                   |
| Thomas Percy Middleton                       | Marea Britanie | Royal Flying Corps                                                | 27       | DFC                                             |
| Armand Pinsard                               | Franța         | Aéronautique Militaire                                            | 27       | CdeLd'h, MM(Fr), CdeG, MC                       |
| Frank Ormond Soden                           | Canada         | Royal Flying Corps, Royal Air Force                               | 27       | DFC*                                            |
| Karl Thom                                    | Germania       | Luftstreitkräfte                                                  | 27       | PLM, MMC(P), HOH, IC                            |
| Adolf Ritter von Tutschek †                  | Germania       | Luftstreitkräfte                                                  | 27       | PLM, HOH, IC, MOMJ                              |
| Arthur Whealy                                | Canada         | Royal Naval Air Service, Royal Air Force                          | 27       | DSC*, DFC                                       |
| Kurt Wüsthoff                                | Germania       | Luftstreitkräfte                                                  | 27       | PLM, HOH, IC                                    |
| Oskar Freiherr von Boenigk                   | Germania       | Luftstreitkräfte                                                  | 26       | PLM, IC                                         |
| Eduard Ritter von Dostler †                  | Germania       | Luftstreitkräfte                                                  | 26       | PLM, HOH, IC, MOMJ                              |
| Ronald Malcolm Fletcher                      | Marea Britanie | Royal Flying Corps                                                | 26       | DFM                                             |
| William Frederick James Harvey               | Marea Britanie | Royal Flying Corps                                                | 26       | MC, DFC*                                        |
| Elwyn King                                   | Australia      | Australian Flying Corps                                           | 26       | DSO, DFC                                        |
| Gerald J. C. Maxwell                         | Marea Britanie | Royal Flying Corps                                                | 26       | DFC, MC, AFC                                    |
| Max Näther †                                 | Germania       | Luftstreitkräfte                                                  | 26       | HOH, IC                                         |
| Eddie Rickenbacker                           | Statele Unite  | US Army Air Service                                               | 26       | MOH, DSC, CdeLd'h, CdeG                         |
| Silvio Scaroni                               | Italia         | Corpo Aeronautico Militare                                        | 26       | MMV(Aur), MMV*(Argint)                          |
| William Ernest Staton                        | Marea Britanie | Royal Flying Corps                                                | 26       | DSO*, MC, DFC*                                  |
| William McKenzie Thomson                     | Canada         | Royal Flying Corps, Royal Air Force                               | 26       | MC, DFC                                         |
| Olivier Freiherr von Beaulieu-Marconnay †    | Germania       | Luftstreitkräfte                                                  | 25       | PLM, IC                                         |
| Keith Caldwell                               | Noua Zeelandă  | Royal Flying Corps                                                | 25       | MC, DFC*                                        |
| Robert J. O. Compston                        | Marea Britanie | Royal Flying Corps                                                | 25       | DSC**, DFC                                      |
| Georg von Hantelmann                         | Germania       | Luftstreitkräfte                                                  | 25       | HOH, IC                                         |
| Fritz Pütter †                               | Germania       | Luftstreitkräfte                                                  | 25       | PLM, IC                                         |
| Arthur Rhys Davids †                         | Marea Britanie | Royal Flying Corps                                                | 25       | DSO, MC*                                        |
| Stanley Wallace Rosevear †                   | Canada         | Royal Naval Air Service, Royal Air Force                          | 25       | DSC*                                            |
| Erwin Böhme†                                 | Germania       | Luftstreitkräfte                                                  | 24       | PLM, HOH, IC                                    |
| Peter Carpenter                              | Marea Britanie | Royal Flying Corps, Royal Air Force                               | 24       | DSO, MC*, MMV                                   |
| George S. L. Hayward                         | Marea Britanie | Royal Flying Corps                                                | 24       | MC                                              |
| Harry G. E. Luchford †                       | Marea Britanie | Royal Flying Corps                                                | 24       | MC                                              |
| Georg Meyer                                  | Germania       | Luftstreitkräfte                                                  | 24       | IC                                              |
| Tom Cecil Noel †                             | Marea Britanie | Royal Flying Corps, Royal Air Force                               | 24       | MC*                                             |
| Pier Ruggero Piccio                          | Italia         | Corpo Aeronautico Militare                                        | 24       | MMV**(Argint)                                   |
| William Ernest Shields                       | Canada         | Royal Flying Corps, Royal Air Force                               | 24       | DFC*                                            |
| James Anderson Slater                        | Marea Britanie | Royal Flying Corps                                                | 24       | MC*, DFC                                        |
| William Melville Alexander                   | Canada         | Royal Naval Air Service, Royal Air Force                          | 23       | DSC                                             |
| Hermann Becker                               | Germania       | Luftstreitkräfte                                                  | 23       | HOH, IC                                         |
| William Charles Campbell                     | Marea Britanie | Royal Flying Corps                                                | 23       | DSO, MC*                                        |
| René Dorme †                                 | Franța         | Aéronautique Militaire                                            | 23       | CdeLd'h, MM(Fr), CdeG                           |
| Matthew Brown Frew                           | Marea Britanie | Royal Flying Corps, Royal Air Force                               | 23       | DSO, MC*, AFC, MMV                              |
| Gabriel Guerin †                             | Franța         | 'Aéronautique Militaire                                           | 23       | CdeLd'h, MM(Fr), CdeG                           |
| Howard Percy Lale                            | Marea Britanie | Royal Flying Corps                                                | 23       | DSO, DFC*                                       |
| Alexander Pentland                           | Australia      | Royal Flying Corps, Royal Air Force                               | 23       | MC, DFC                                         |
| Harold Whistler                              | Marea Britanie | Royal Flying Corps                                                | 23       | DSO, DFC*                                       |
| Hermann Göring                               | Germania       | Luftstreitkräfte                                                  | 22       | PLM, HOH, IC                                    |
| Thomas Sinclair Harrison                     | Africa de Sud  | Royal Flying Corps                                                | 22       | DFC*, BCdeG                                     |
| Marcel Haegelen                              | Franța         | Aéronautique Militaire                                            | 22       | CdeLd'h, MM(Fr), CdeG                           |
| Louis Fleeming Jenkin †                      | Marea Britanie | Royal Flying Corps                                                | 22       | MC*                                             |
| Cecil Frederick King †                       | Marea Britanie | Royal Flying Corps                                                | 22       | MC, DFC, CdeG                                   |
| Hans Klein                                   | Germania       | Luftstreitkräfte                                                  | 22       | PLM, HOH, IC                                    |
| John Leacroft                                | Marea Britanie | Royal Flying Corps                                                | 22       | MC*                                             |
| Arthur Ernest Newland                        | Marea Britanie | Royal Air Force                                                   | 22       | DFM*                                            |
| Hans Martin Pippart †                        | Germania       | Luftstreitkräfte                                                  | 22       | IC                                              |
| Werner Preuss                                | Germania       | Luftstreitkräfte                                                  | 22       | HOH, IC                                         |
| Benjamin Roxburgh-Smith                      | Marea Britanie | Royal Flying Corps                                                | 22       | DFC*, BCdeG                                     |
| Karl Schlegel †                              | Germania       | Luftstreitkräfte                                                  | 22       | IC                                              |
| Joseph Leonard Maries White                  | Canada         | Royal Flying Corps, Royal Air Force                               | 22       | DFC*, BCdeG                                     |
| Rudolf Windisch †                            | Germania       | Luftstreitkräfte                                                  | 22       | PLM, HOH, IC                                    |
| Hans von Adam †                              | Germania       | Luftstreitkräfte                                                  | 21       | HOH                                             |
| Friedrich Altemeier                          | Germania       | Luftstreitkräfte                                                  | 21       | MMC(P), IC, WB                                  |
| Flavio Baracchini                            | Italia         | Corpo Aeronautico Militare                                        | 21       | MMV(Aur)                                        |
| Francis Cubbon †                             | Marea Britanie | Royal Flying Corps                                                | 21       | MC*                                             |
| Harold Leslie Edwards                        | Canada         | Royal Air Force                                                   | 21       | DFC, MM                                         |
| Friedrich Friedrichs †                       | Germania       | Luftstreitkräfte                                                  | 21       | PLM, HOH, IC                                    |
| Alfred Heurtaux                              | Franța         | Aéronautique Militaire                                            | 21       | CdeLd'h, CdeG                                   |
| Charles Hickey †                             | Canada         | Royal Naval Air Service, Royal Air Force                          | 21       | DFC*                                            |
| Fritz Höhn †                                 | Germania       | Luftstreitkräfte                                                  | 21       | HOH, IC                                         |
| William John Charles Kennedy-Cochran-Patrick | Marea Britanie | Royal Flying Corps                                                | 21       | DSO, MC*                                        |
| Petar Marinovich                             | Franța         | Aéronautique Militaire                                            | 21       | CdeLd'h, MM(Fr), CdeG                           |
| Richard Maybery †                            | Marea Britanie | Royal Flying Corps                                                | 21       | MC                                              |
| Edgar McCloughry                             | Australia      | Australian Flying Corps                                           | 21       | DSO, DFC*                                       |
| Richard Minifie                              | Australia      | Royal Naval Air Service                                           | 21       | DSC**                                           |
| Friedrich T. Noltenius                       | Germania       | Luftstreitkräfte                                                  | 21       | HOH, IC                                         |
| George Edwin Thomson †                       | Marea Britanie | Royal Flying Corps                                                | 21       | DSO, MC, DFC                                    |
| Leonard Monteagle Barlow †                   | Marea Britanie | Royal Flying Corps                                                | 20       | MC                                              |
| Douglas John Bell †                          | Africa de Sud  | Royal Flying Corps                                                | 20       | MC*                                             |
| Hans Bethge                                  | Germania       | Luftstreitkräfte                                                  | 20       | HOH, IC                                         |
| Kenneth Burns Conn                           | Canada         | Royal Flying Corps, Royal Air Force                               | 20       | DFC                                             |
| Albert Deullin                               | Franța         | Aéronautique Militaire                                            | 20       | CdeLd'h, CdeG                                   |
| Rudolph von Eschwege †                       | Germania       | Luftstreitkräfte                                                  | 20       | HOH, IC, Ordinul Bravurii în Război (Bulgaria)  |
| Wilhelm Frankl †                             | Germania       | Luftstreitkräfte                                                  | 20       | PLM, HOH, IC                                    |
| Hans von Freden                              | Germania       | Luftstreitkräfte                                                  | 20       | IC                                              |
| Francis W. Gillet                            | Statele Unite  | Royal Flying Corps, Royal Air Force                               | 20       | DFC*, BCdeG                                     |
| Walter Göttsch †                             | Germania       | Luftstreitkräfte                                                  | 20       | HOH, IC                                         |
| Oskar Hennrich                               | Germania       | Luftstreitkräfte                                                  | 20       | MMC, IC                                         |
| Edgar Johnston                               | Australia      | Australian Flying Corps                                           | 20       | DFC                                             |
| Aleksandr Kazakov                            | Rusia          | Forțele Aeriene Imperiale Rusești                                 | 20       | OSG, OSV, OSS, OSA, DSO, MC, DFC, CdeLd'h, CdeG |
| Otto Kissenberth                             | Germania       | Luftstreitkräfte                                                  | 20       | PLM, HOH, IC                                    |
| Camille Lagesse                              | Canada         | Royal Flying Corps, Royal Air Force                               | 20       | DFC*                                            |
| Ian Donald Roy McDonald                      | Marea Britanie | Royal Flying Corps                                                | 20       | MC, DFC                                         |
| Keith Park                                   | Noua Zeelandă  | Royal Flying Corps                                                | 20       | MC*, DFC, CdeG                                  |
| Wilhelm Reinhard †                           | Germania       | Luftstreitkräfte                                                  | 20       | HOH, IC                                         |
| Charles G. Ross                              | Africa de Sud  | Royal Flying Corps, Royal Air Force, Forțele Aeriene Sud Africane | 20       | CBE, DFC*, BCdeG                                |
| Fulco Ruffo di Calabria                      | Italia         | Corpo Aeronautico Militare                                        | 20       | MMV(Aur), MMV*(Argint), MMV***(Bronz)           |
| Otto Schmidt                                 | Germania       | Luftstreitkräfte                                                  | 20       | HOH, IC                                         |
| Walter Southey                               | Africa de Sud  | Royal Flying Corps                                                | 20       | DFC                                             |
| Frederick Thayre †                           | Marea Britanie | Royal Flying Corps                                                | 20       | MC*                                             |